# Lisa James Larsson
Lisa James Larsson, även Lisa James-Larsson, född den 26 april 1978 i Potsdam, Östtyskland, är en svensk-brittisk filmregissör och manusförfattare. 
James Larsson, som är uppvuxen i London, har en brittisk far och en svensk mor. År 2000 avslutade hon sina filmstudier i Film & TV vid Brunel University i London. År 2008 avslutade hon sina studier i filmregi vid Dramatiska Institutet med sin avgångsfilm Pussyfooting. Året därefter tog hon masterexamen i Filmmanus vid samma skola.
Hennes debutlångfilm Ego hade premiär i början av 2013.

## Filmografi (urval)
- 2010 – Små barn, stora ord
- 2012 – Liv, lust & längtan
- 2013 – Ego
- 2015 – Tsatsiki, farsan och olivkriget
- 2021 – En kunglig affär (TV-serie)
- 2024 – Ronja rövardotter (TV-serie)

## Teater

### Regi
| År   | Produktion         | Upphovsmän                                                         | Teater       |
| ---- | ------------------ | ------------------------------------------------------------------ | ------------ |
| 2024 | En runda till Druk | Thomas Vinterberg och Claus Flygare översättning Andreas T. Olsson | Scalateatern |